# جو دون روني
جو دون روني (بالإنجليزية: Joe Don Rooney)‏ هو عازف قيثارة أمريكي، ولد في 13 سبتمبر 1975 في باكستر سبرينغز في الولايات المتحدة.

## وصلات خارجية
- جو دون روني على موقع IMDb (الإنجليزية)
- جو دون روني على موقع ميوزك برينز (الإنجليزية)
- جو دون روني على موقع إن إن دي بي (الإنجليزية)
- جو دون روني على موقع ديسكوغز (الإنجليزية)
- جو دون روني على موقع قاعدة بيانات الفيلم (الإنجليزية)